# Khémisset
 (septembre 2015).
Si vous disposez d'ouvrages ou d'articles de référence ou si vous connaissez des sites web de qualité traitant du thème abordé ici, merci de compléter l'article en donnant les références utiles à sa vérifiabilité et en les liant à la section « Notes et références ».

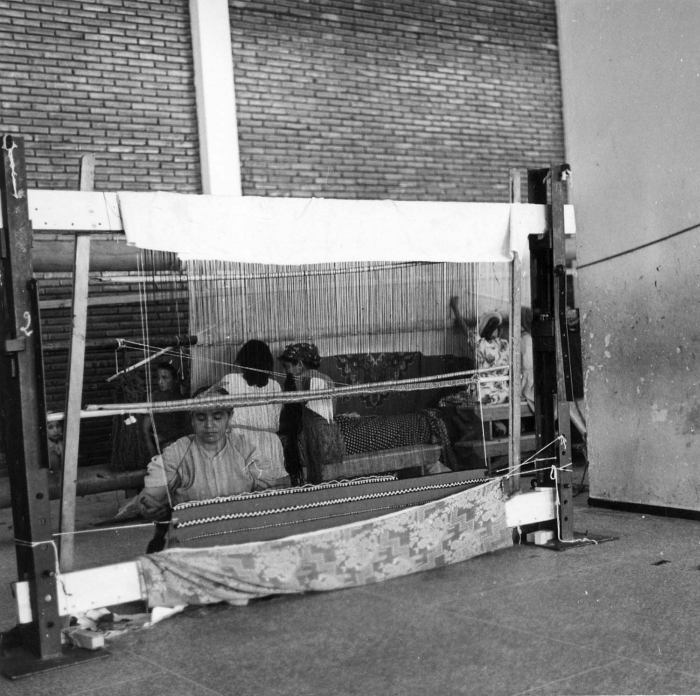
Conception de tapis sur un métier à tisser à Khémisset (1969).

Khémisset (en amazigh : ⵍⵅⵎⵉⵙⴰⵜ ou ⵅⵎⵉⵙⴰⵜ, en arabe : الخميسات) est une ville du Maroc. Elle est aussi le chef-lieu de la province du même nom, la province de Khémisset. Elle est située dans la région de Rabat-Salé-Kénitra. En 2012, Khémisset compte 185 124 habitants.
La ville se situe à 86 km de Rabat, à 55 km de Meknès et à 120 km de Fès.

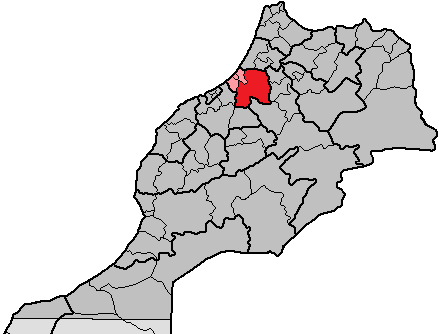
Localisation de la ville de Khémisset sur une carte du Maroc.

L'expansion de la ville est due à sa proximité de l'axe Rabat - Meknès, cependant elle ne compte pas de pôle d'attraction véritable hormis son artisanat. En effet, il n'y a pas d'usines et l'activité économique principale repose sur les petits commerces et l'agriculture où la pomme joue le rôle de vedette auprès de grands clients européens pour son prix et sa qualité. 

## Quartiers
- Quartier Ezzahra (le plus grand quartier)[réf. nécessaire]
- Quartier Essalam (centre-ville)
- Quartier Al Amal
- Quartier Mouna
- Quartier Tadart
- Quartier Yasmine
- Quartier Hakamat
- Quartier Izcdihar
- Quartier Chaâbi
- Quartier Sidi Ghrib
- Quartier Chahada
- Quartier Rettaha
- Quartier Bel Miloudi
- Quartier Jamaica
- Quartier Halima
- Quartier Marrakech
- Quartier Douar Jadid
- Quartier du Riad
- Quartier de Zimmerman
- Quartier Hay Douar Cheikh
- Quartier Homt Sahrawa
- Quartier Homt El Caid
- Quartier Boukham
- Quartier Essarghine
- Quartier Catania

| 58 925                                                                             | 88 839 | 105 088 | 185 124 |
| 1982 : recensement secondaire ; 1994, 2004 : recensement officiel ; 2007 : calcul. |        |         |         |

## Culture
Khémisset est connue pour ses tapis, ses fantasias ainsi que ses moussems qui rassemblent les meilleurs cavaliers et chevaux de la province.

## Sport
L'Ittihad Zemmouri de Khémisset (IZK), est un club marocain de football basé à Khémisset. Le club évolue en deuxième division du Botola Pro depuis 2015 après s'être relégué.

## Climat

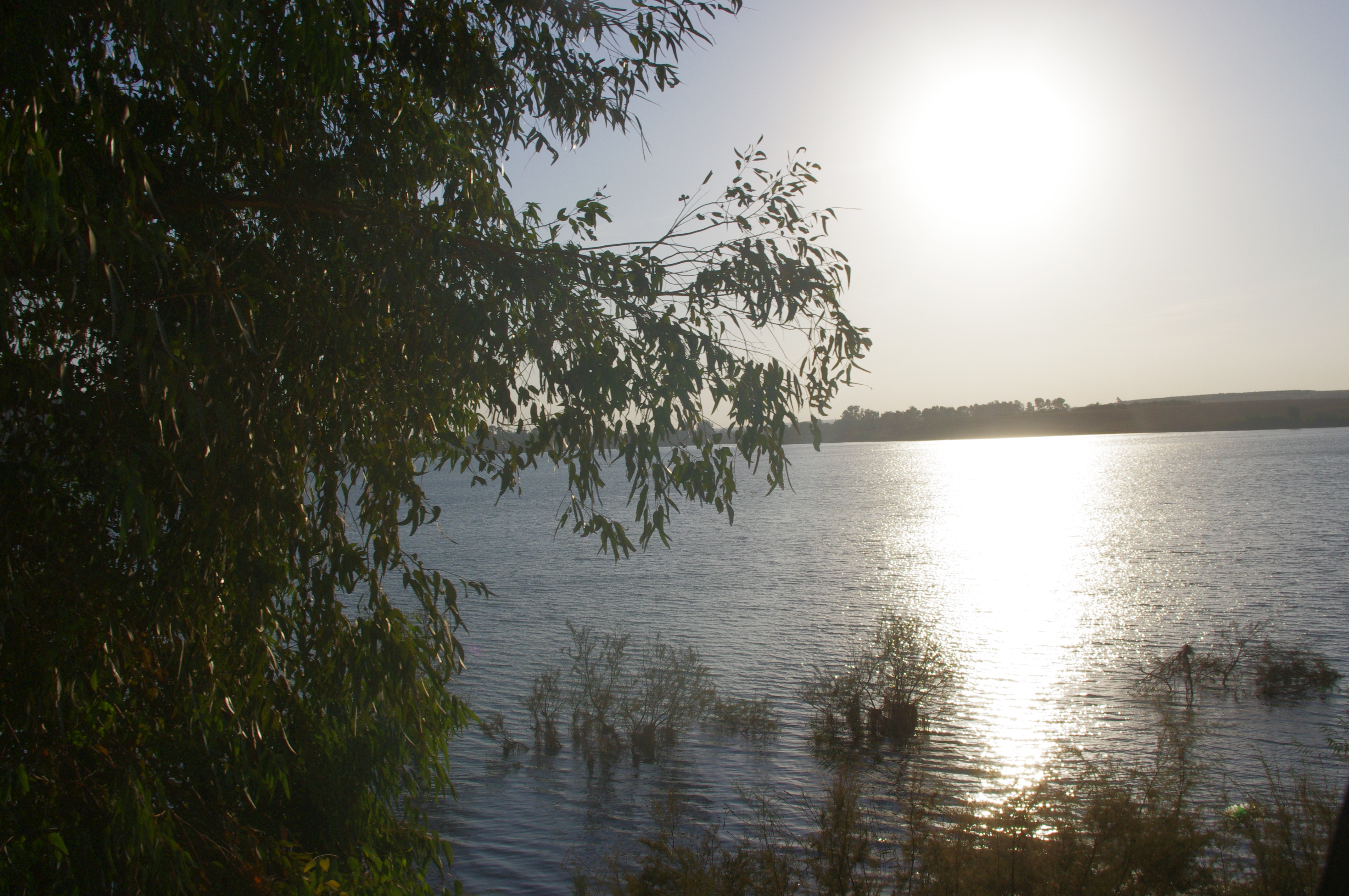
Lac de Dayet Erroumi en Septembre 2012.

La ville de Khémisset, située à 86 km de Rabat, est sous l'influence d'un climat méditerranéen. Cette dernière est de plus en plus touchée par des épisodes de sécheresses, se traduisant par une diminution de la superficie du lac Dayet Erroumi. À travers l'exemple du faible niveau du lac Dayet Erroumi et depuis 2022, le Maroc traverse des sécheresses consécutives, entrainant des pénuries d'eau et des restrictions d'usages.

## Personnalités liées
- Si Ahmed Boubia (1920-1978), nationaliste, résistant et historien marocain
- Ali Bezzaa (1942-1981) officier supérieur de l'armée royale marocaine, mort au combat le 22 octobre 1981
- Najat Aatabou (1960-), chanteuse populaire marocaine.
- Brahim Boutayeb (1967-), champion olympique du 10000 mètres aux Jeux de Séoul, en 1988.
- Houcine Ammouta  (1969-), ancien footballeur international marocain reconverti entraîneur.
- Fatima Ezzahra El Idrissi (née en 1995), athlète handisport.

## Notes et références

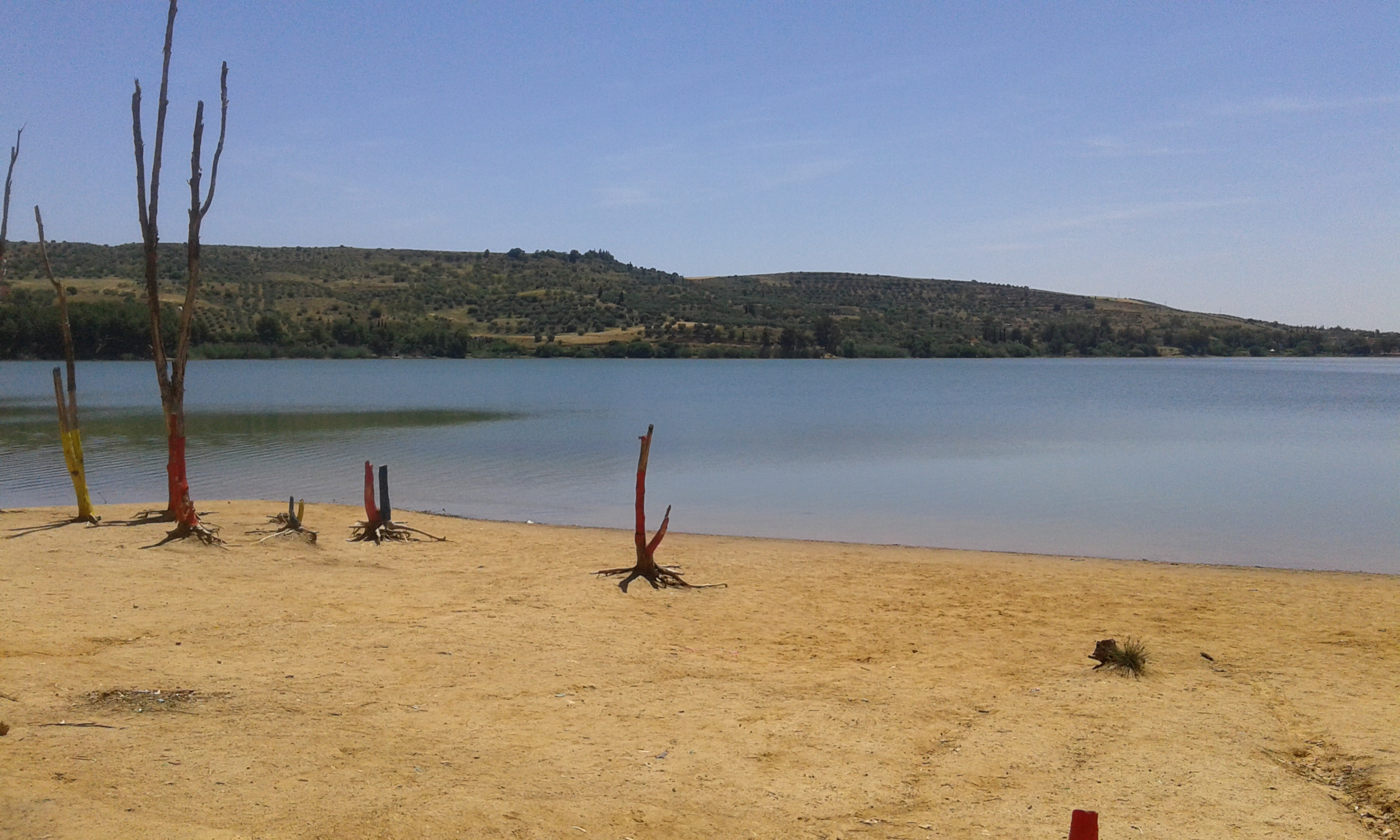
Le lac de Dayet Erroumi, en période de sécheresse.